# Bildungskanon
Als Bildungskanon wird der als unabdingbarer Bildungskern einer Kultur erachtete Wissensbestand bezeichnet. Er ist gleichsam Maßstab für die zu vermittelnde Bildung einer Gesellschaft bzw. eines bestimmten Fachgebiets. Seine Inhalte hängen vom Fächerkanon ab; so galten im Altertum die Sieben Freien Künste als maßgeblich für die Inhalte der Bildungskanons.

## Schulischer Bildungskanon
Es gehört zu den Zielen der heute in der westlichen Kultur normativen Schulbildung, bestimmte Inhalte zu vermitteln, die in Lehrplänen und Curricula festgelegt sind. Diese Inhalte sollen den Menschen angemessene Methoden und verfügbares Wissen zur Problemlösung in gängigen Lebenssituationen bieten, sollen den Menschen also für seine Umwelt kompetent machen.
Die Fächerkombination der allgemeinbildenden Schulen in Deutschland gibt für den Bildungskanon aber lediglich einen Rahmen vor. Konkrete Inhalte sind also aus den gängigen Fächern auszuwählen:
- Deutsch
- Fremdsprachen
- Mathematik
- Biologie
- Geographie/Geowissenschaften
- Physik
- Chemie
- Geschichte
- Musik, Kunst
- Ethik, Religion
- Gesellschaftslehre, Gemeinschaftskunde, Politikunterricht, Sozialkunde

Jenseits dieser formalen Kriterien besteht im öffentlichen Diskurs große Unsicherheit über das tatsächlich Notwendige. War für Generationen von Schülern beispielsweise das Auswendiglernen von Schillers Glocke ein wesentlicher Bestandteil des fortgeschrittenen Deutschunterrichts, fand seit den 1960er Jahren eine Abwendung vom Lernen kanonischer Werke hin zu einer Interpretationskultur statt. Anstelle von Kopfrechnen drängte sich ungefähr zeitgleich in der Mathematik massiv die Mengenlehre auf. In der Biologie trat anstelle von Kenntnissen über die Artenbestimmung die Vermittlung von genetisch-molekularbiologischen Grundlagen. So nimmt das konkrete Wissen zugunsten von Abstraktionen ab.

## Kanon des Kulturschaffens
- Kanon der Literatur, Zusammenstellung von Werken mit herausgehobenem Wert in der Literatur
- Kanon der deutschen Literatur, Liste von wichtigen Werken der deutschen Literaturgeschichte
- Kanon der neun Lyriker der Antike
- Filmkanon der deutschen Bundeszentrale für politische Bildung (34 Spielfilme, 1 Dokumentarfilm)
- Dreizehn Klassiker, der Kanon der konfuzianischen Bildung
- Dänemarks Kulturkanon 2006 zur Erfassung des Kulturerbes Dänemarks

## Kanon religiöser Bildung
In der Religionswissenschaft umfasst der Begriff auch normative Texte von Religionen:
- Bibelkanon, im Judentum und Christentum die zur Bibel gehörenden Bücher
- Buddhistischer Kanon, grundlegende Sammlung der heiligen Schriften des Buddhismus
- verschiedene Religionen: Heilige Schrift

## Kritik
Das Problem jedes Kanons wäre nicht, dass Klassiker darin zu Unrecht aufgenommen würden, sondern dass die Aufnahme in einen Kanon auch von Gesetzen des Marktes und der Ökonomie von Aufmerksamkeit beeinflusst werde. Dies würde die Verdrängung anderer voraussetzen, ggf. auch durch marktschreierisches Verhalten.

### Bildungskanon Allgemeinbildung
- Tatjana Alisch, Angela Sendlinger (Redaktion): Allgemeinbildung – Das ganze Grundwissen von heute in Frage und Antwort. Compact, München 2007, ISBN 978-3-8174-6081-6.
- Eberhard Anger, Klaus Volkert (Redaktionelle Leitung): Das große Buch des Allgemeinwissens – ein unentbehrliches Nachschlagewerk für die ganze Familie. Verlag Das Beste GmbH, Stuttgart 1991, ISBN 3-87070-403-9.
- Bertelsmann Lexikon Institut: Das aktuelle Buch der Allgemeinbildung. Wissen Media Verlag, Gütersloh/München 2003, ISBN 3-89996-485-3. (Der Band enthält eine CD-Beilage mit Testfragen.)
- Jonathan Byron: Jonathan Byron’s Bildungsnavigator für unordentliche Leser. Thiele Verlag, München/Wien 2007, ISBN 978-3-85179-002-3.
- Bodo Harenberg (Idee u. Hrsg.): Harenberg Kursbuch Bildung – Das erste interaktive Lexikon. Harenberg Verlag, Dortmund 2003, ISBN 3-611-01154-1.
- Barbara Holle, Stephanie Köber, Stefanie Thuir (Redaktionelle Ltg.): Allgemeinbildung – Das große Standardwerk mit dem Wissen unserer Zeit. Sonderausgabe mit 5000 Fragen & Antworten. Weltbild, Augsburg 2011, ISBN 978-3-8289-4191-5.
- Meyers Lexikonredaktion (Hrsg.): Meyers Memo – Das Wissen der Welt nach Sachgebieten. Meyers Lexikonverlag Mannheim/Wien/Zürich, © Deutsche Ausgabe: Bibliographisches Institut & F.A.Brockhaus AG, Mannheim 1991, ISBN 3-411-07311-X.
- Matthias Vogt: DuMonts Handbuch Allgemeinbildung. Reihe monte, Verlag DuMont-Monte, Köln 2002, ISBN 3-8320-8655-2.
- Detlef Wienecke-Janz (Redaktionelle Ltg.): Der Brockhaus Bildung 21 – Wissen für das 21. Jahrhundert. wissenmedia, Gütersloh 2011, ISBN 978-3-577-09056-8.

### Bildungskanon Naturwissenschaften
- Ernst Peter Fischer: Die andere Bildung. Was man von den Naturwissenschaften wissen sollte. Ullstein, 2003, ISBN 3-548-36448-9.
- Hans Werner Heymann: Allgemeinbildung und Mathematik. Beltz, Weinheim / Basel 1996, ISBN 3-407-34099-0.
- Michel Serres, Nayla Farouki (Hrsg.): Thesaurus der exakten Wissenschaften. Verlag Zweitausendeins, Frankfurt am Main 2001, ISBN 3-86150-365-4. (Der Band behandelt die Gebiete Astrophysik, Biochemie, Chemie, Genetik, Geowissenschaften, Informatik, Mathematik, Physik)

### Bildungskanon Geisteswissenschaften
- Manfred Fuhrmann: Der europäische Bildungskanon des bürgerlichen Zeitalters. Insel-Verlag, Frankfurt am Main/Leipzig 1999, ISBN 3-458-16978-4.
- Dietrich Schwanitz: Bildung. Alles, was man wissen muß. Eichborn, Frankfurt am Main 1999, ISBN 3-8218-0818-7. (Die Geisteswissenschaften werden dargelegt; die Naturwissenschaften werden nicht behandelt)